# Xanthesma brachycera
Xanthesma brachycera är en biart som först beskrevs av Cockerell 1914.  Xanthesma brachycera ingår i släktet Xanthesma och familjen korttungebin. Inga underarter finns listade i Catalogue of Life.

## Bildgalleri

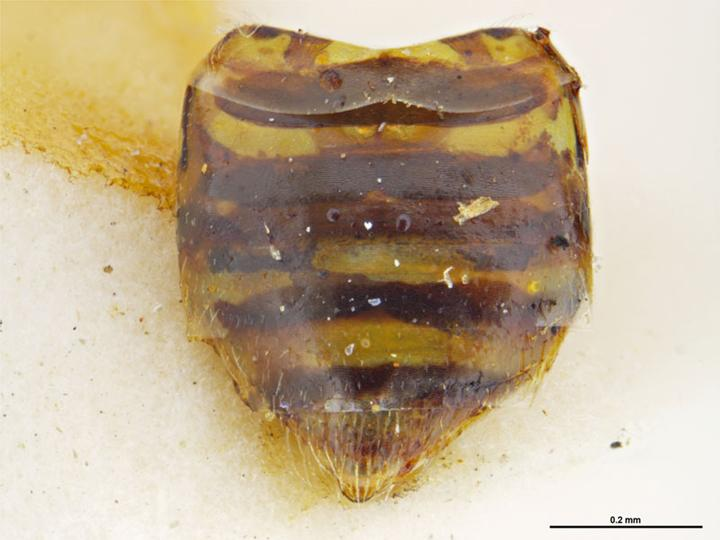
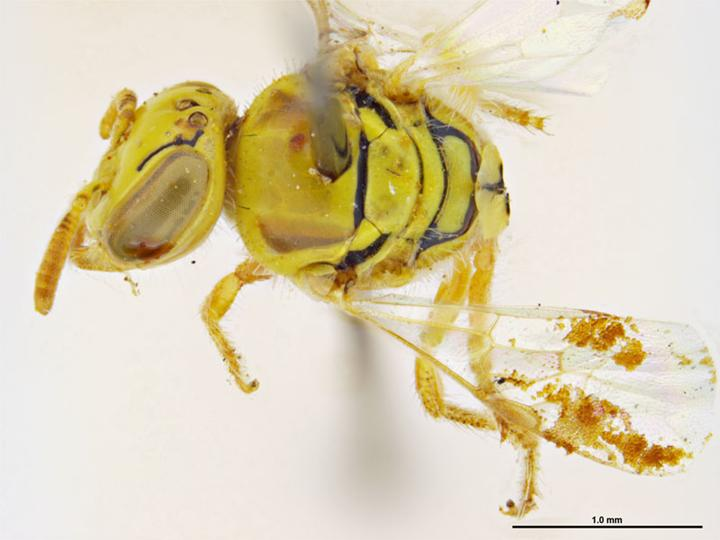